# Хімічні методи очищення стічних вод
До хімі́чних ме́тодів очи́щення сто́ків належать нейтралізація кислот і окиснення різних мінеральних сполук.

## У збагаченні корисних копалин

Рис. 2 — Схема озонатороного пристрою.

У стічних водах збагачувальних фабрик можуть знаходитися мінеральні кислоти. Найчастіше в них присутня сірчана кислота, що додається у флотаційний процес як регулятор середовища.
Основний реагент, що застосовується для нейтралізації кислих стічних вод, — гашене вапно (найдешевший із застосованих лугів). Кислі води нейтралізують також лугами та їхніми відходами, крейдою, магнезитом, мармуром і меленим вапняком.
Незважаючи на дешевизну вапняку, цей метод має ряд недоліків, головний з яких — невелика швидкість реакції між кислотою і частинками вапнякової суспензії. Вода нейтралізується через 15—20 хв. після введення вапна у стічні води. Обробка стічних вод вапном спричиняє також осадження з них катіонів кольорових металів.
Для нейтралізації кислих вод можна застосовувати й метод фільтрування крізь шар матеріалу, що складається з магнезиту або доломіту. Перевагами даного методу є простота обслуговування пристрою і відсутність апаратів для дозування реагентів. Фільтри-нейтралізатори можуть бути горизонтальними і вертикальними. У вертикальних фільтрах застосовують грудки магнетиту або доломіту крупністю 30—80 мм, висота фільтрувального шару становить 0,8—1,2 м. Швидкість фільтрування не повинна перевищувати 5 м3/год·м2.
Вибір методу очищення стоків від катіонів міді залежить від їхньої концентрації. Концентровані стоки очищують у два етапи, а розбавлені — в один. Найбільш розповсюдженим є метод цементації міді на залізному скрапі або нікелевому піску. Мідь у кислому середовищі виділяється на поверхні заліза або нікелю, а останні переходять в об'єм розчину:
2Cu2+ + Fe2 → 2Fe2+ + Cu2↓
2Cu2+ + Ni2 → 2Ni2+ + Cu2↓
Метод цементації застосовують для попереднього очищення стоків. Після цементації стічні води піддають нейтралізації і доочищенню стоків від катіонів міді, заліза і нікелю.
Другий етап очищення стічних вод — осадження міді у вигляді гідроксиду або лужної вуглекислої солі міді:
2Cu2+ + 2ОН- → Cu(ОН)2↓;
2Cu2+ + 2ОН- + СО32+ → Cu2(ОН)2 СО3↓
Отримані осади важко розчиняються у воді. Оскільки розчинність карбонату міді у декілька разів менше ніж гідроксиду, мідь рекомендується осаджувати зі стоків у вигляді гідрокарбонату. Для цього застосовують вапно ІІІ сорту.
Крім катіонів міді, у кислих стічних водах містяться також катіони інших металів, тому вапно витрачається на зв'язування катіонів, присутніх у стічних водах, і на нейтралізацію кислоти.
Оскільки катіони міді, нікелю, цинку, свинцю, кобальту, кадмію та інших металів можуть знаходитися тільки у кислих стічних водах, усі вказані елементи можна виділити зі стічних вод за допомогою вапна. Однак при осадженні деяких катіонів необхідно суворо витримувати інтервали рН, особливо для гідроксиду цинку, який при рН 12—13 починає розчинятися і переходити у розчин у вигляді цинкатів: [Zn(OH)3]-.
Стічні води очищують від катіонів кольорових металів електрохімічним окисненням і йонообмінними смолами.
Ртуть — видаляють зі стічних вод осадженням її у вигляді важкорозчинного сульфіду або поглинанням при фільтруванні стічних вод крізь шар сильнолужного катіоніту:
2RSO3H[Na] + Hg2+ → (RSO32Hg +2H+[Na]+
Обробка стічних вод реагентами, що містять хлор, дозволяє розкласти до нешкідливих речовин ксантогенати, дитіофосфати, ціаніди і роданіди.Ціаніди, що містяться у стічних водах, представлені простими і складними сполуками. Відомі такі способи очищення стічних вод від ціанідів: адсорбція активованим вугіллям; видалення залізним купоросом, яке полягає в утворенні ціанистого заліза, що випадає в осад; обробка хлорним вапном, гіпохлоритами, залізним купоросом спільно з гашеним вапном. Найбільш ефективними є методи окиснення ціанідів «активним хлором», озоном, йонообмінне очищення, електрохімічне анодне окиснення з отриманням катодного металу. Метод очищення хлорним вапном або гіпохлоритом кальцію полягає в окисненні ціанідів вільним хлором, який легко виділяється при їхньому розкладенні. Утворення гідроксиду кальцію або лугу запобігає появі токсичного хлор-ціану, який виникає при окисненні газоподібним хлором. При подачі у стічні води «активного хлору» окиснення простих ціанідів відбувається за реакціями:
CN- + OCl- → CNO- + Cl-
CN- + Cl2 + 2OH- → CNO- + 2Cl- + H2O
При окисненні ціанідів рідким хлором у лужному середовищі (рН = 10—11) рекомендується попередньо прохлорувати вапнякове молоко і додати отриманий розчин до стічної води, що очищується. Принципова схема очищення стічних вод цим методом наведена на рис. 1.

Рис. 1 — Схема очищення стічних вод рідким хлором.

У результаті змішування вапнякового молока з рідким хлором утворюється гіпохлорит кальцію:
2Ca(OH)2 +Cl2 → Ca(OCl)2 + CaCl2 +2H2O
Приготовлений розчин подають у стічну воду дозатором. Контактування розчину зі стічними водами триває 3—5 хв. По закінченні реакції окиснення стоки відстоюють з метою видалення створених осадів. Очищену воду подають в оборот. Процес окиснення ціанід-йонів озоном здійснюється з постійною швидкістю до їхньої остаточної концентрації 1—4 мг/л. Процес базується на сильній окиснювальній дії, яку спричиняє на ціанід атомарний кисень при розпаді озону О3. Окиснення простих ціанідів протікає за реакцією:
CN- + О3 → CNO- + О2.
Для одержання озону використовують «тихі» електричні розряди у повітрі, який потім пропускають через воду. Схема озонаторного пристрою для очищення стічних вод наведена на рис. 2.
Атмосферне повітря проходить декілька етапів підготовки у теплообмінниках (1), вологовіддільниках (2), повстинних фільтрах (3) і осушувальних камерах (4), після чого надходить в озонатор (5). Отриманий озон послідовно подають в основний (6) і попередній (7) реактори. Стічні води надходять на озонування спочатку в попередній, а потім в основний реактори. Очищена вода видаляється з основного реактора, а відпрацьований газ — з попереднього.
Для зниження втрат озону з відпрацьованим повітрям процес має відбуватися при рН = 12,5—13,5. Вміст Cu+2 у кількості 0,5 мг/л спричиняє зниження витрат озону на окиснення ціанідів до 75 % від теоретичного. Окиснення ціанідів озонуванням є простим легко контрольованим процесом, але він удвічі дорожче процесу окиснення «активним хлором».
Роданіди — утворюються в стічних водах при взаємодії ціанідів і сульфіду натрію. Роданіди, як і ціаніди, окиснюються до ціанітів «активним хлором». При концентрації фенолів і крезолів понад 2 г/л стічні води очищають методами екстракції, адсорбції та йонного обміну. У стічних водах збагачувальних фабрик концентрація фенолів невелика, тому для їхнього очищення застосовують методи, основані на окисненні фенолів до нешкідливих сполук. До таких методів належать окиснення фенолів і крезолів хлорним вапном, гіпохлоритами натрію і кальцію, озоном і електрохімічне окиснення. Вміст фенолів в очищених водах, згідно з нормами ГДК, не повинен перевищувати 0,001 мг/л.
Ксантогенати — розповсюджені збирачі при флотації сульфідних руд. Ксантогенати ефективно діють у лужних середовищах, а в кислих розкладаються з утворенням сірководню і спирту. Тому одним із методів очищення стічних вод від ксантогенатів є їхнє розкладення у кислому середовищі (рН < 4) з послідовним доочищенням від утворених сульфід-йонів і сірчистого ангідриду. Цей метод застосовують у тих випадках, коли у стічних водах немає ціаністих сполук.
Більш ефективним і розповсюдженим є метод окиснення ксантогенатів «активним хлором». Основну дію при застосуванні хлорного вапна або гіпохлориту кальцію спричиняє гіпохлорит-йон. Окиснення ксантогенатів «активним хлором» протікає за реакцією:
2ROCSSK + 16Cl2 + 20H2O → 2ROH + K2SO4 + 3H2SO4 +32HCl + 2CO2
Обробка стічних вод реагентами, які містять хлор, дозволяє розкласти до нешкідливих речовин також дитіофосфати і сульфіди.